# Lanark
Lanark (en gaélico: Lannraig, en escocés: Lanrik) es una pequeña ciudad del centro de Escocia. A 2 km se encuentra el pueblo de New Lanark, uno de los cuatro lugares reconocidos como Patrimonio de la Humanidad por la UNESCO de Escocia.
En Lanark tuvo lugar la primera acción de rebelión de William Wallace contra el gobierno inglés, cuando mató al sheriff inglés de la población, William de Heselrig.
Lanark también es conocida por ser la ciudad natal del piloto de rallies Colin McRae, y también el lugar donde murió, al estrellarse el helicóptero en el que viajaba.
- Datos: Q1002124
- Multimedia: Lanark / Q1002124